# Aïn El Melh
Aïn El Melh (în arabă عين الملح) este o comună din provincia M'Sila, Algeria.
Populația comunei este de 37.045 locuitori (2008).